# Izernore
Izernore es una comuna francesa situada en el departamento de Ain, de la región de Auvernia-Ródano-Alpes.

## Demografía
| 941 | 978 | 1016 | 1057 | 1005 | 985 | 1011 | 1103 | 1103 | 1084 | 1044 | 1011 | 1021 | 1064 | 1079 | 1129 | 1016 | 932 | 879 | 757 | 660 | 633 | 601 | 563 | 593 | 553 | 557 | 548 | 520 | 682 | 975 | 1170 | 1656 | 2 140 | 2 312 | 2 247 |
| Para los censos de 1962 a 1999 la población legal corresponde a la población sin duplicidades (Fuente: INSEE [Consultar]) |     |      |      |      |     |      |      |      |      |      |      |      |      |      |      |      |     |     |     |     |     |     |     |     |     |     |     |     |     |     |      |      |       |       |       |

## Lugares y monumentos

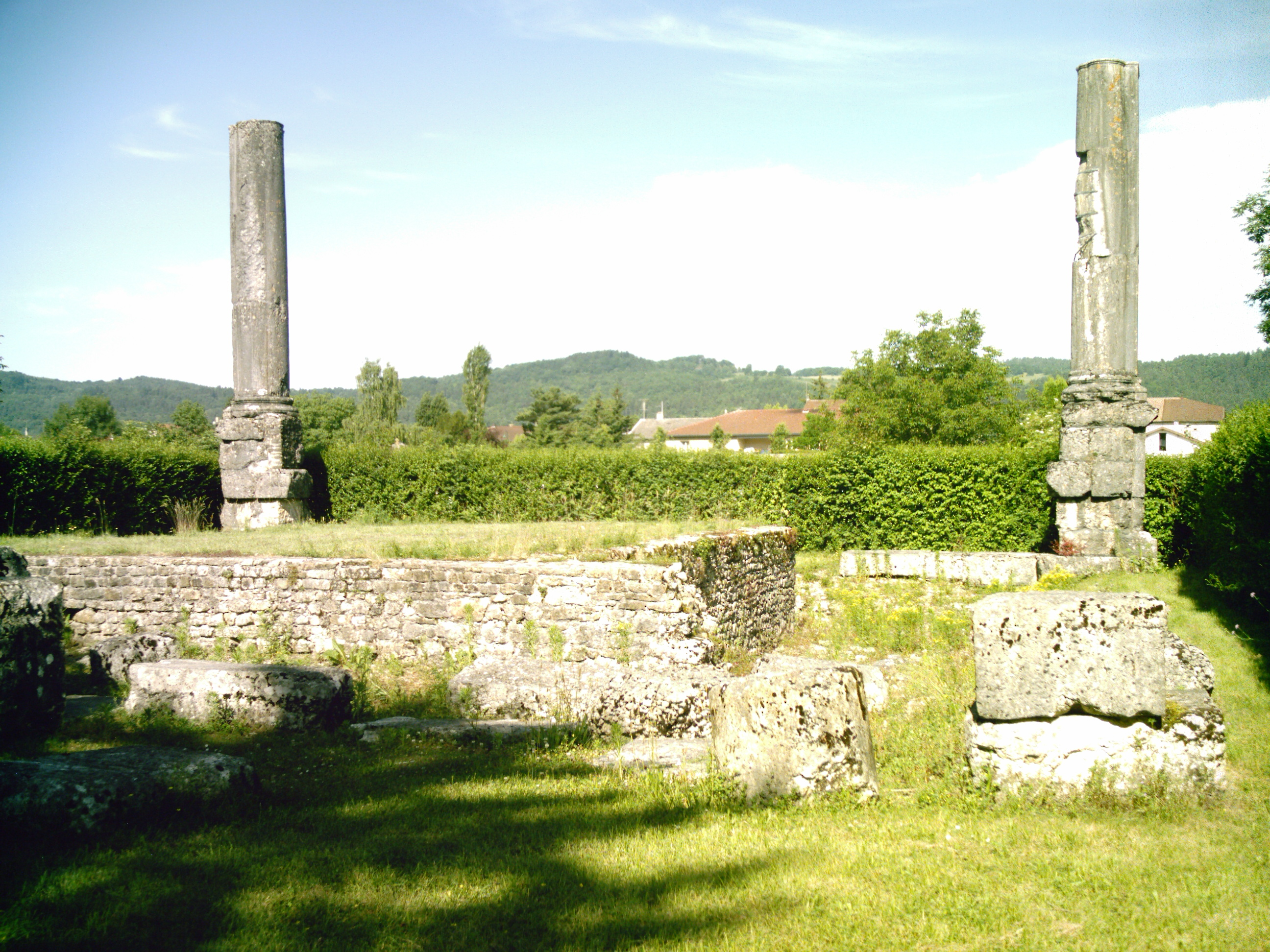
Templo galo-romano.

- Templo romano de Izernore
- Museo Arqueológico